# وودي سولدسبيري
وودي سولدسبيري (بالإنجليزية: Woody Sauldsberry)‏ مواليد 11 يوليو 1934 في وينزبورو - الوفاة 03 سبتمبر 2007، كان لاعب كرة سلة أمريكي بدأ مسيرته الاحترافية في سنة 1955. تم اختياره من قبل فريق غولدن ستايت ووريورز خلال الدرافت. بلغ طوله 6 قدم 7 بوصة (2.0 م). اعتزل اللعب في 1966. فاز بلقب دوري إن بي إيه.

## المسيرة الاحترافية
لعب مع هارلم غلوبتروترز من سنة 1955 إلى 1957، ثم لعب مع غولدن ستايت ووريورز من سنة 1957 إلى 1960، ثم لعب مع أتلانتا هوكس من سنة 1960 إلى 1962، ثم لعب مع واشنطن ويزاردز في سنة 1963، ثم لعب مع أتلانتا هوكس في سنة 1963، ثم لعب مع بوسطن سيلتكس في موسم 1965–1966.

## روابط خارجية
- وودي سولدسبيري على موقع إن بي أي (الإنجليزية)
- وودي سولدسبيري على موقع سبورتس رفرنس (الإنجليزية)
- وودي سولدسبيري على موقع ريلجم (الإنجليزية)
- وودي سولدسبيري على موقع بروبوليرز (الإنجليزية)